# 乔治·阿贝拉
乔治·阿贝拉（1948年4月22日—)，是马耳他政治家。于2009年4月4日到2014年4月4日擔任马耳他总统。

## 生平

### 早期生活
乔治·阿贝拉出生于马耳他戈爾米，1965年，他在马耳他大学就读，在那里获得了学士学位。他继续学习，于1975年毕业成为一名律师。担任工人工会的法律顾问，在那里工作了25年，从而获得相当丰富的经验。

### 马耳他足协
1982年，阿贝拉当选为马耳他足协主席。他带来了很大的变化，从而使馬爾他國家足球隊在专业的基础上进行培训。

### 工党
1992年，阿贝拉成为工党的副领袖，负责党内事务。1996年工党赢得大选，他被任命为总理阿尔弗雷德·桑特的法律顾问。1997年，因为与总理产生分歧，他辞去这一职位。1998年，与工党断绝所有关系。据报道，他是因为反对工党抵制加入欧盟、取消增值税及提前举行大选等才辞去工党副领袖职务。
2000年以来，他将主要精力转向从事私人法律顾问工作。各政府机构和组织都曾雇用他。包括当时的总理和内阁部长，这为他2008年的竞选提供了影响力。
2008年，阿尔弗雷德·桑特辞去工党领导人职务，参加竞选的阿贝拉获得第291票（33.64％），排在第一名的约瑟夫·马斯喀特获得574票（66.36％）之后。新当选的约瑟夫·马斯喀特立即邀请他协助处理党内事务。阿贝拉被任命为马耳他欧盟督导行动委员会（MEUSEC）的工党代表。

### 总统
2009年1月12日，总理劳伦斯·冈奇宣布，政府提议乔治·阿贝拉作为未来的马耳他总统。以接替爱德华·费内克·阿达米，阿达米5年的马耳他总统任期于2009年4月4日到期。这是马耳他政府历史上首次由反对党提名的总统。阿贝拉辞去MEUSAC和工党的职务，为继承铺平了道路。2009年4月1日，众议院批准乔治·阿贝拉作为共和国第八任总统。2009年4月4日中午，乔治·阿贝拉宣誓就职马耳他总统。

## 家庭
乔治·阿贝拉已婚，妻子玛格丽特1949年3月14日出生于瓦莱塔。他们有两个孩子，儿子罗伯特·阿贝拉是一名律师。2010年2月，儿媳莉迪亚·阿贝拉成为工党的执行秘书。2011年6月，罗伯特·阿贝拉宣布会参加未来工党换届选举。2020年，罗伯特·阿贝拉当选马耳他总理。